# Belfort van Grevelingen
Het Belfort van Grevelingen is het middeleeuwse belfort in de Noord-Franse stad Grevelingen (Gravelines).
Reeds vanaf de middeleeuwen bezat Grevelingen een belfort, dat toen een eenvoudig houten bouwwerk was. Het huidige belfort werd gebouwd in 1827. Het is een vierkante toren, uitgevoerd in gele baksteen en voorzien van een achtkante koepel. De toren heeft een uurwerk met vier wijzerplaten.
Het is een van de 56 belforten in België en Frankrijk die tot werelderfgoed van de UNESCO verklaard zijn.